# Ендине Гајано
Ендине Гајано (итал. Endine Gaiano) је насеље у Италији у округу Бергамо, региону Ломбардија.
Према процени из 2011. у насељу је живело 1390 становника. Насеље се налази на надморској висини од 336 m.

## Становништво
| 1931. | 1936. | 1951. | 1961. | 1971. | 1981. | 1991. | 2001. | 2011. |
| ----- | ----- | ----- | ----- | ----- | ----- | ----- | ----- | ----- |
| 2.624 | 2.457 | 2.637 | 2.661 | 2.803 | 2.789 | 2.749 | 3.100 | 3.519 |